# Mexican International Challenge 2021
Die Mexican International Challenge 2021 fand vom 1. bis zum 5. September 2021 in Aguascalientes statt. Es war die erste Austragung dieser internationalen Meisterschaften von Mexiko im Badminton.

## Sieger und Platzierte
| Disziplin    | Gold                             | Silber                                          | Bronze                                           |
| ------------ | -------------------------------- | ----------------------------------------------- | ------------------------------------------------ |
| Herreneinzel | Luís Enrique Peñalver            | Luis Montoya                                    | B. R. Sankeerth                                  |
| Herreneinzel | Luís Enrique Peñalver            | Luis Montoya                                    | Lino Muñoz                                       |
| Dameneinzel  | Beatriz Corrales                 | Clara Azurmendi                                 | Jennie Gai                                       |
| Dameneinzel  | Beatriz Corrales                 | Clara Azurmendi                                 | Lucía Rodríguez                                  |
| Herrendoppel | Job Castillo Luis Montoya        | Enrico Asuncion Vinson Chiu                     | B. R. Sankeerth Ramnish Kumar                    |
| Herrendoppel | Job Castillo Luis Montoya        | Enrico Asuncion Vinson Chiu                     | Andrés López Lino Muñoz                          |
| Damendoppel  | Clara Azurmendi Beatriz Corrales | Lucía Rodríguez Ania Setién                     | Nicole Frevold Katelin Ngo                       |
| Damendoppel  | Clara Azurmendi Beatriz Corrales | Lucía Rodríguez Ania Setién                     | Romina Fregoso Miriam Jacqueline Rodriguez Perez |
| Mixed        | Vinson Chiu Jennie Gai           | Luis Montoya Vanessa Karmine Villalobos Vazquez | D’Artagnan Da Silva Bianca Oliveira Lima         |
| Mixed        | Vinson Chiu Jennie Gai           | Luis Montoya Vanessa Karmine Villalobos Vazquez | Matheus Voigt Tamires Santos                     |